# 吴惠妃 (明成祖)
吴惠妃（14世纪?—1424年），名失考，中國古代明朝皇族女性，明成祖朱棣的惠妃。
吴氏是朱棣在王府的姬妾，洪武二十四年十二月二十四日（1392年），吴氏生朱棣第四子朱高爔，但朱高爔早殇，没有追封。
永乐二十二年（1424年）七月十八日，明成祖朱棣去世。明初制度，皇帝去世以活人殉葬，此次共殉葬30多人，吴氏也被殉葬，年逾五十岁，谥号“康穆懿恭”。